# Facharzt für Mund-Kiefer-Gesichtschirurgie
Facharzt für Mund-Kiefer-Gesichtschirurgie, auch Mund-Kiefer-Gesichtschirurg/Mund-Kiefer-Gesichtschirurgin, ist in Deutschland die offizielle Bezeichnung für einen Facharzt, der sich auf die ärztliche Tätigkeit im Bereich Mund-Kiefer-Gesichtschirurgie spezialisiert hat.

## Gebiet Mund-Kiefer-Gesichtschirurgie
Das Gebiet Mund-Kiefer-Gesichtschirurgie umfasst die Gesundheitsberatung, Vorbeugung, Erkennung, nicht-operative und operative Behandlung, Nachsorge und Rehabilitation von Erkrankungen, Verletzungen, Frakturen, Tumoren, Fehlbildungen sowie Form- und Funktionsveränderungen der Zähne, des Zahnhalteapparates, der Alveolarfortsätze, des Gaumens, der Kiefer, der Kieferhöhlen, der Mundhöhle einschließlich der Zunge, der Wange, der Lippen und des angrenzenden Rachens, der Speicheldrüsen sowie des Gesichtsschädels, der Lider, Orbita und Periorbita, der frontalen Schädelbasis und der bedeckenden Weichgewebe des Kopfes, Gesichtes und Halses einschließlich der Behandlung des fachbezogenen erkrankten Lymphsystems sowie der chirurgischen Kieferorthopädie, Implantologie sowie der prothetisch-epithetischen Versorgung.

## Facharzt-Weiterbildung
Um in Deutschland als Mund-Kiefer-Gesichtschirurg tätig werden zu können, muss nach dem Abschluss eines Medizinstudiums sowie eines Studium der Zahnmedizin und erteilter Approbation als Arzt eine mindestens 60 Monate dauernde Weiterbildung im Gebiet Mund-Kiefer-Gesichtschirurgie mit Erfolg absolviert worden sein.  Die Berechtigung zur Führung einer Facharzt- oder Zusatzbezeichnung wird nach einer mündlichen Prüfung von der zuständigen Landesärztekammer erteilt.
Die Weiterbildung muss an zugelassenen Weiterbildungsstätten absolviert werden: mindestens 60 Monate im Gebiet Mund-Kiefer-Gesichtschirurgie, davon können abgeleistet werden:
- bis zu 12 Monate zahnmedizinische Weiterbildung in Oralchirurgie bei einem Weiterbildungsbefugten für Mund-Kiefer-Gesichtschirurgie und
- bis zu 12 Monate Weiterbildung in anderen Gebieten.

Bei der Anmeldung zur Weiterbildungsprüfung müssen der zuständigen Ärztekammer sämtliche Nachweise über die erfüllten Mindestanforderungen vorgelegt werden. Dazu gehören auch die Logbuch-Dokumentationen über alle durch die MWBO vorgegebenen Inhalte der Weiterbildung. Zur Weiterbildungsprüfung muss man darlegen, dass man über die entsprechenden Kenntnisse, Erfahrungen und Fertigkeiten im Fach verfügt.

### Inhalte der Weiterbildung
Zur Weiterbildungsprüfung muss dargelegt werden können, dass man Kenntnisse, Erfahrungen und Fertigkeiten unter anderem in folgenden Bereichen erlangt hat:
- Gemeinsame Inhalte der Facharzt-Weiterbildungen im Gebiet Chirurgie: siehe Facharzt für Allgemeinchirurgie.

- Übergreifende Inhalte der Facharzt-Weiterbildung Mund-Kiefer-Gesichtschirurgie
- Dentoalveoläre Chirurgie
- Traumatologie und Notfälle
- Entzündungen/Infektionen
- Fehlbildungen und Formstörungen der Zähne, des Gesichtes und seiner Teile, des Gesichtsschädels und des äußeren Schädels
- Tumorerkrankungen
- Degenerative Erkrankungen: Kieferatrophie, Speicheldrüsenerkrankungen, Kiefergelenkerkrankunge
- Funktionelle Störungen, z. B. Beweglichkeitsstörungen des Kiefers, Diskusverlagerungen, Schmerzerscheinungen
- Endokrine Störungen, z. B. endokrine Orbitopathie, Akromegalie
- Diagnostische Verfahren
- Lokal- und Regionalanästhesie, spezielle Schmerztherapie
- Prävention, Gesundheitsberatung und Rehabilitation
- Schlafbezogene Atemstörungen
- Wiederherstellungschirurgie
- Strahlenschutz.[1]

Die Inhalte der Musterweiterbildungsordnung sind allerdings nur eine Empfehlung für die rechtsverbindlichen Weiterbildungsordnungen der Landesärztekammern, die hiervon abweichende Regelungen treffen können.

## Zusatz-Weiterbildungen
Fachärztinnen und -ärzte für Mund-Kiefer-Gesichtschirurgie haben die Möglichkeit, sich durch Zusatz-Weiterbildung weiter zu qualifizieren, und zwar in Medikamentöser Tumortherapie, in der Zusatzweiterbildung Plastische und Ästhetische Operationen, in Schlafmedizin sowie in den Zusatzweiterbildungen, die Fachärzten der Gebiete der unmittelbaren Patientenversorgung vorbehalten sind.